# Llista d'illes per superfície
Aquesta és una llista de les illes del món ordenades per àrea. S'hi inclouen totes les illes amb una àrea de més de 5.000 km² i algunes de menors. Per a comparar, també s'hi inclouen les masses continentals.

## Masses continentals
+
(aquestes xifres són aproximades)
| Pos. | Continent      | Àrea (km²) | Estats o territoris |
| ---- | -------------- | ---------- | --- |
| 1    | Àfrica-Euràsia | 84.000.000 | 126 Estats, 9 Estats de facto, 2 regions administratives de la Xina, 2 ciutats autònomes d'Espanya i 1 territori d'ultramar del Regne Unit |
| 2    | Amèrica        | 41.000.000 | 22 Estats i la Guaiana Francesa |
| 3    | Antàrtida      | 13.000.000 | Cap |
| 4    | Austràlia      | 7.600.000  | Austràlia |

Nota: Austràlia es considera generalment com a continent i no com a illa. Amb 7.600.000 km², és tres vegades més gran que Groenlàndia, l'illa més extensa.

## Illes amb més de 250.000 km²
| Pos. | Illa        | Àrea (km²) | Estats o territoris                                                                     | Destacat                          |
| ---- | ----------- | ---------- | --------------------------------------------------------------------------------------- | --------------------------------- |
| 1    | Groenlàndia | 2.130.800  | Groenlàndia, territori autònom de Dinamarca                                             | Illa més gran del món i d'Amèrica |
| 2    | Nova Guinea | 785.753    | Indonèsia (Papua i Papua Oest) i Papua Nova Guinea                                      | Illa més gran d'Oceania           |
| 3    | Borneo      | 748.168    | Brunei, Indonèsia (Kalimantan Central, Est, Nord Sud i Est)i Malàisia (Sabah i Sarawak) | Illa més gran d'Àsia              |
| 4    | Madagascar  | 587.713    | Madagascar                                                                              | Illa més gran d'Àfrica            |
| 5    | Baffin      | 507.451    | Nunavut ( Canadà)                                                                       | Illa més gran del Canadà          |
| 6    | Sumatra     | 443.066    | Indonèsia (Aceh, Bengkulu, Jambi, Lampung, Riau, Sumatra Nord, Sud i Oest)              |                                   |

## Illes amb més de 25.000 km²
| Pos. | Illa                          | Àrea (km²) | Estats o territoris                                                                                                   | Destacat                                                         |
| ---- | ----------------------------- | ---------- | --- | ---------------------------------------------------------------- |
| 7    | Honshū                        | 225.800    | Japó (regions de Chubu, Chugoku, Kansai, Kanto i Tohoku)                                                              | Illa més gran del Japó                                           |
| 8    | Victòria                      | 217.291    | Territoris del Nord-oest i Nunavut ( Canadà)                                                                          |                                                                  |
| 9    | Gran Bretanya                 | 209.331    | Anglaterra, Escòcia i Gal·les ( Regne Unit)                                                                           | Illa més gran d'Europa                                           |
| 10   | Ellesmere                     | 196.236    | Nunavut ( Canadà) |                                                                  |
| 11   | Cèlebes (Sulawesi)            | 180.681    | Indonèsia (Gorontalo i Sulawesi central, nord, sud, sud-est i oest)                                                   |                                                                  |
| 12   | Illa del Sud de Nova Zelanda  | 145.836    | Nova Zelanda (Canterbury, Marlborough, Nelson, Otago, Southland, Tasman i Costa Oest)                                 | Illa més gran de Nova Zelanda                                    |
| 13   | Java                          | 138.794    | Indonèsia (Banten, Jakarta, Yogyakarta i Java central, est i oest)                                                    | Illa més poblada del món                                         |
| 14   | Illa del Nord de Nova Zelanda | 111.583    | Nova Zelanda (Badia d'Auckland de Badia de Gisborne Hawke, Manwatu-Whanganui Northland Taranaki Waikato i Wellington) |                                                                  |
| 15   | Luzon                         | 109.965    | Filipines (Vall de Bicol Cagayan, Calabarzon central, cordillera Llocos i regió nacional Capital)                     | Illa més gran de les Filipines                                   |
| 16   | Terranova                     | 108.860    | Terranova i Labrador ( Canadà)                                                                                        |                                                                  |
| 17   | Cuba                          | 105.806    | Cuba | Illa més gran d'Amèrica Central                                  |
| 18   | Islàndia                      | 101.826    | Islàndia | Illa més gran d'Islàndia                                         |
| 19   | Mindanao                      | 97.530     | Filipines (Caraga, Davao, Bangsamoro, Mindanao nord, Soccsksargen i península Zamboanga)                              |                                                                  |
| 20   | Irlanda                       | 81.638     | República d'Irlanda i Irlanda del Nord ( Regne Unit)                                                                  | Illa més gran d'Irlanda                                          |
| 21   | Hokkaidō                      | 78.719     | Japó |                                                                  |
| 22   | Hispaniola                    | 73.929     | República Dominicana i Haití                                                                                          | Illa més gran de la República Dominicana i d'Haití               |
| 23   | Sakhalín                      | 72.493     | Rússia | Illa més gran de Rússia                                          |
| 24   | Banks                         | 70.028     | Territoris del Nord-oest ( Canadà)                                                                                    |                                                                  |
| 25   | Sri Lanka (Ceilan)            | 65.268     | Sri Lanka | Illa més gran de Sri Lanka                                       |
| 26   | Tasmània                      | 64.519     | Austràlia | Illa més gran d'Austràlia                                        |
| 27   | Devon                         | 55.247     | Nunavut ( Canadà) | Illa deshabitada més gran del món                                |
| 28   | Alexandre I                   | 49.070     | Antàrtida | Illa més gran de l'Antàrtida                                     |
| 29   | Illa Gran de la Terra del Foc | 47.401     | Argentina (Terra del Foc) i Xile (Magallanes)                                                                         | Illa més gran de Sud-amèrica                                     |
| 30   | Séverni                       | 47.079     | Rússia (Arkhangelsk)                                                                                                  | illa nord de Nova Terra                                          |
| 31   | Berkner                       | 43.873     | Antàrtida |                                                                  |
| 32   | Axel Heiberg                  | 43.178     | Nunavut ( Canadà) |                                                                  |
| 33   | Melville                      | 42.149     | Territoris del Nord-oest i Nunavut ( Canadà)                                                                          |                                                                  |
| 34   | Southampton                   | 41.214     | Nunavut ( Canadà) |                                                                  |
| 35   | Marajó                        | 40.100     | Brasil (Pará) | Illa més gran de Brasil i illa maritimofluvial més gran del món) |
| 36   | Spitsbergen                   | 38.981     | Svalbard, arxipèlag dependent de Noruega                                                                              | Illa més gran de Noruega                                         |
| 37   | Kyūshū                        | 37.437     | Japó |                                                                  |
| 38   | Taiwan (Formosa)              | 35.883     | República de la Xina (Taiwan)                                                                                         |                                                                  |
| 39   | Nova Bretanya                 | 35.145     | Papua Nova Guinea (províncies de nova Bretanya oest y est)                                                            |                                                                  |
| 40   | Príncep de Gal·les            | 33.339     | Nunavut ( Canadà) |                                                                  |
| 41   | Iujni                         | 33.246     | Rússia (Arkhangelsk)                                                                                                  | Illa del Sud de Nova Terra                                       |
| 42   | Hainan                        | 33.210     | República Popular de la Xina (província de Hainan)                                                                    | Illa més gran de la República Popular de la Xina                 |
| 43   | Vancouver                     | 31.285     | Colúmbia Britànica ( Canadà)                                                                                          |                                                                  |
| 44   | Illa de Timor                 | 28.418     | Timor Oriental i Indonèsia (Nusa Tenggara est)                                                                        | Illa més gran de Timor Oriental                                  |
| 45   | Sicília                       | 25.662     | Itàlia | Illa més gran d'Itàlia                                           |

## Illes amb més de 10.000 km²
| Pos. | Illa                                       | Àrea (km²) | Estats o territoris                                    | Destacat                        |
| ---- | ------------------------------------------ | ---------- | ------------------------------------------------------ | ------------------------------- |
| 46   | Somerset                                   | 24.786     | Nunavut ( Canadà)                                      |                                 |
| 47   | Kotelni/Faddèievski                        | 24.000     | Rússia (Sakha)                                         |                                 |
| 48   | Sardenya                                   | 23.949     | Itàlia                                                 |                                 |
| 49   | Bananal                                    | 20.000     | Brasil (Tocantins)                                     | Illa fluvial més gran del món   |
| 50   | Shikoku                                    | 18.545     | Japó                                                   |                                 |
| 51   | Halmahera                                  | 18.040     | Indonèsia (Maluku nord)                                |                                 |
| 52   | Seram                                      | 17.454     | Indonèsia (Maluku)                                     |                                 |
| 53   | Illa Gran (Grande Terre) de Nova Caledònia | 16.648     | Nova Caledònia, territori autònom d'ultramar de França | Illa més gran de França         |
| 54   | Bathurst                                   | 16.042     | Nunavut ( Canadà)                                      |                                 |
| 55   | Príncep Patrick                            | 15.848     | Territoris del Nord-oest ( Canadà)                     |                                 |
| 56   | Thurston                                   | 15.700     | Antàrtida                                              |                                 |
| 57   | Sumbawa                                    | 14.386     | Indonèsia                                              |                                 |
| 58   | Nordaustlandet                             | 14.247     | Svalbard, arxipèlag dependent de Noruega               |                                 |
| 59   | Revolució d'Octubre                        | 14.204     | Rússia (krai de Krasnoyarsk)                           |                                 |
| 60   | Flores                                     | 14.154     | Indonèsia (Nusa Tenggara oest)                         |                                 |
| 61   | Rei Guillem                                | 13.111     | Nunavut ( Canadà)                                      |                                 |
| 62   | Negros                                     | 13.074     | Filipines (Visayas occidental i central)               |                                 |
| 63   | Samar                                      | 12.849     | Filipines (Visayas oriental)                           |                                 |
| 64   | Palawan                                    | 12.189     | Filipines (Mimaropa)                                   |                                 |
| 65   | Panay                                      | 12.011     | Filipines (Visayas occidental)                         |                                 |
| 66   | Tupinambarana                              | 11.850     | Brasil                                                 |                                 |
| 67   | Yos Sudarso                                | 11.742     | Indonèsia (Papua)                                      |                                 |
| 68   | Bangka                                     | 11.413     | Indonèsia                                              |                                 |
| 69   | Ellef Ringnes                              | 11.295     | Nunavut ( Canadà)                                      |                                 |
| 70   | Bolxevic                                   | 11.206     | Rússia (krai de Krasnoyarsk)                           |                                 |
| 71   | Jamaica                                    | 11.190     | Jamaica                                                | Illa més gran de Jamaica        |
| 72   | Bylot                                      | 11.067     | Nunavut ( Canadà)                                      |                                 |
| 73   | Sumba                                      | 10.711     | Indonèsia (Nusa Tenggara est)                          |                                 |
| 74   | Mindoro                                    | 10.572     | Filipines (Mimaropa)                                   |                                 |
| 75   | Viti Levu                                  | 10.531     | Fiji (divisions central i oest)                        | Illa més gran de Fiji           |
| 76   | Hawaii                                     | 10.434     | Hawaii ( Estats Units)                                 | Illa més gran dels Estats Units |
| 77   | Cap Bretó                                  | 10.311     | Nova Escòcia ( Canadà)                                 |                                 |

## Illes amb més de 5.000 km²
| Pos. | Illa                                            | Àrea (km²) | Estats o territoris                                                            | Destacat                                                     |
| ---- | ----------------------------------------------- | ---------- | ------------------------------------------------------------------------------ | ------------------------------------------------------------ |
| 78   | Príncep Carles                                  | 9.521      | Nunavut ( Canadà)                                                              |                                                              |
| 79   | Bougainville                                    | 9.318      | Papua Nova Guinea (regió autònoma de Bougainville)                             |                                                              |
| 80   | Kodiak                                          | 9.293      | Alaska ( Estats Units)                                                         | Illa més gran d'Alaska                                       |
| 81   | Xipre                                           | 9.234      | Xipre                                                                          | Illa més gran de Xipre                                       |
| 82   | Puerto Rico                                     | 9.100      | Puerto Rico, estat lliure associat als Estats Units                            | Illa més gran de Puerto Rico                                 |
| 83   | Komsomólets                                     | 8.812      | Rússia (krai de Krasnoyarsk)                                                   |                                                              |
| 84   | Còrsega                                         | 8.741      | França                                                                         | Illa més gran de la França metropolitana                     |
| 85   | Disko                                           | 8.612      | Groenlàndia, territori autònom de Dinamarca                                    |                                                              |
| 86   | Carney                                          | 8.500      | Antàrtida                                                                      |                                                              |
| 87   | Illa Gran de Chiloé                             | 8.478      | Xile (regió dels Llacs)                                                        |                                                              |
| 88   | Buru                                            | 8.473      | Indonèsia (Maluku)                                                             |                                                              |
| 89   | Creta                                           | 8.350      | Grècia                                                                         | Illa més gran de Grècia                                      |
| 90   | Anticosti                                       | 7.941      | Quebec ( Canadà)                                                               |                                                              |
| 91   | Roosevelt                                       | 7.910      | Antàrtida                                                                      |                                                              |
| 92   | Wrangel                                         | 7.866      | Rússia (okrug autònom de Chukotka)                                             |                                                              |
| 93   | Nova Irlanda                                    | 7.404      | Papua Nova Guinea                                                              |                                                              |
| 94   | Leyte                                           | 7.368      | Filipines (Visayas oriental)                                                   |                                                              |
| 95   | Sjælland                                        | 7.180      | Dinamarca                                                                      | Illa més gran de Dinamarca (país)                            |
| 96   | Cornwallis                                      | 6.995      | Nunavut ( Canadà)                                                              |                                                              |
| 97   | Príncep de Gal·les                              | 6.675      | Alaska ( Estats Units)                                                         |                                                              |
| 98   | Illa Gran (Grande Terre) de les Kerguelen       | 6.617      | Terres Australs i Antàrtiques Franceses, districte d'ultramar de França        | Illa més gran de les Terres Australs i Antàrtiques Franceses |
| 99   | Soledad (East Falkland)                         | 6.605      | Illes Malvines, territori d'ultramar del Regne Unit (reclamades per Argentina) |                                                              |
| 100  | Siple                                           | 6.390      | Antàrtida                                                                      |                                                              |
| 101  | Graham                                          | 6.361      | Colúmbia Britànica ( Canadà)                                                   |                                                              |
| 102  | Nova Sibèria                                    | 6.201      | Rússia (república Sakha)                                                       |                                                              |
| 103  | Melville                                        | 5.765      | Austràlia (Territori Septentrional)                                            |                                                              |
| 104  | Príncep Eduard                                  | 5.620      | Illa del Príncep Eduard ( Canadà)                                              |                                                              |
| 105  | Vanua Levu                                      | 5.587      | Fiji (divisió Septentrional)                                                   |                                                              |
| 106  | Wellington                                      | 5.556      | Xile (regió de Magallanes i Antàrtica)                                         |                                                              |
| 107  | Coats                                           | 5.498      | Nunavut ( Canadà)                                                              |                                                              |
| 108  | Bali                                            | 5.416      | Indonèsia                                                                      |                                                              |
| 109  | Chichagof                                       | 5.388      | Alaska ( Estats Units)                                                         |                                                              |
| 110  | Guadalcanal                                     | 5.353      | Salomó                                                                         | Illa més gran de les Salomó                                  |
| 111  | Amund Ringnes                                   | 5.255      | Nunavut ( Canadà)                                                              |                                                              |
| 112  | Illa Gran de les Liàkhovski (Bolxoi Liàkhovski) | 5.157      | Rússia (república Sakha)                                                       |                                                              |
| 113  | Sant Llorenç                                    | 5.135      | Alaska ( Estats Units)                                                         |                                                              |
| 114  | Riesco                                          | 5.110      | Xile (regió de Magallanes i Antàrtica)                                         |                                                              |
| 115  | Edgeøya                                         | 5.073      | Svalbard, arxipèlag dependent de Noruega                                       |                                                              |
| 116  | Mackenzie King                                  | 5.048      | Territoris del Nord-oest i Nunavut ( Canadà)                                   |                                                              |
| 117  | Trinitat                                        | 5.009      | Trinitat i Tobago                                                              | Illa més gran de Trinitat i Tobago                           |

## Illes amb més de 2.500 km²
| Pos. | Illa                         | Àrea (km²) | Estats o territoris                                                                                        | Destacat                                                  |
| ---- | ---------------------------- | ---------- | --- | --------------------------------------------------------- |
| 118  | Kolgúiev                     | 4.968      | Rússia (okrug autònom de Nenets)                                                                           |                                                           |
| 119  | Grande do Gurupá             | 4.864      | Brasil (Pará)                                                                                              |                                                           |
| 120  | Isabela (Galápagos)          | 4.711      | Equador | Illa més gran de l'Equador                                |
| 121  | Vendsyssel-Thy               | 4.685      | Dinamarca                                                                                                  | Unida físicament a la península de Jutlàndia fins al 1825 |
| 122  | Lombok                       | 4.625      | Indonèsia (Nussa Tenggara oest)                                                                            |                                                           |
| 123  | Gran Malvina (West Falkland) | 4.531      | Illes Malvines, territori d'ultramar del Regne Unit (reclamades per l'Argentina)                           |                                                           |
| 124  | Belitung                     | 4.478      | Indonèsia                                                                                                  |                                                           |
| 125  | Cebú                         | 4.468      | Filipines                                                                                                  |                                                           |
| 126  | Adelaida                     | 4.463      | Antàrtida                                                                                                  |                                                           |
| 127  | Stefansson                   | 4.463      | Nunavut ( Canadà)                                                                                          |                                                           |
| 128  | Madura                       | 4.429      | Indonèsia (Visayas central)                                                                                |                                                           |
| 129  | Buton                        | 4.408      | Indonèsia (Sulawesi sud-est)                                                                               |                                                           |
| 130  | Kangaroo                     | 4.374      | Austràlia (Austràlia sud)                                                                                  |                                                           |
| 131  | Admiralty                    | 4.362      | Alaska ( Estats Units)                                                                                     |                                                           |
| 132  | Nunivak                      | 4.209      | Alaska ( Estats Units)                                                                                     |                                                           |
| 133  | Unimak                       | 4.119      | Alaska ( Estats Units)                                                                                     |                                                           |
| 134  | Hoste                        | 4.117      | Xile (regió Magallanes i Antàrtica)                                                                        |                                                           |
| 135  | Spaatz                       | 4.100      | Antàrtida                                                                                                  |                                                           |
| 136  | Baranof                      | 4.064      | Alaska ( Estats Units)                                                                                     |                                                           |
| 137  | Nias                         | 4.048      | Indonèsia (Sumatra nord)                                                                                   |                                                           |
| 138  | Espiritu Santo               | 3.956      | Vanuatu (província de Sanma)                                                                               | Illa més gran de Vanuatu                                  |
| 139  | Milne Land                   | 3.913      | Groenlàndia, territori autònom de Dinamarca                                                                |                                                           |
| 140  | Malaita                      | 3.836      | Salomó (província de Malaita)                                                                              |                                                           |
| 141  | Siberut                      | 3.828      | Indonèsia (Sumatra oest)                                                                                   |                                                           |
| 142  | Bohol                        | 3.821      | Filipines (Visayas central)                                                                                |                                                           |
| 143  | Geòrgia del Sud              | 3.718      | Illes Geòrgia del Sud i Sandwich del Sud, territori d'ultramar del Regne Unit (reclamades per l'Argentina) |                                                           |
| 144  | Santa Inés                   | 3.688      | Xile (regió Magallanes i Antàrtica)                                                                        |                                                           |
| 145  | Mallorca                     | 3.667      | Illes Balears                                                                                              | Illa més gran d'Espanya                                   |
| 146  | Santa Isabel                 | 3.665      | Salomó |                                                           |
| 147  | Eubea                        | 3.707      | Grècia |                                                           |
| 148  | Long Island                  | 3.629      | Estat de Nova York ( Estats Units)                                                                         |                                                           |
| 149  | Socotra                      | 3.607      | Iemen | Illa més gran del Iemen                                   |
| 150  | Wetar                        | 3.600      | Indonèsia (Maluku)                                                                                         |                                                           |
| 151  | Traill                       | 3.542      | Groenlàndia, territori autònom de Dinamarca                                                                |                                                           |
| 152  | Bear                         | 3.500      | Antàrtida                                                                                                  |                                                           |
| 153  | Andros Nord                  | 3.439      | Bahames | Illa més gran de les Bahames                              |
| 154  | Vaigatx                      | 3.329      | Rússia (oblast d'Arkhangelsk)                                                                              |                                                           |
| 155  | Masbate                      | 3.268      | Filipines (regió de Bicol)                                                                                 |                                                           |
| 156  | Iturup                       | 3.238      | Rússia (reclamada pel Japó)                                                                                |                                                           |
| 157  | Makira                       | 3.190      | Salomó (província de Makira-Ulawa)                                                                         |                                                           |
| 158  | Mansel                       | 3.180      | Nunavut ( Canadà)                                                                                          |                                                           |
| 159  | Waigeo                       | 3,154      | Indonèsia (Papua oest)                                                                                     |                                                           |
| 160  | Yamdena                      | 3,100      | Indonèsia (Maluku)                                                                                         |                                                           |
| 161  | Akimiski                     | 3,001      | Nunavut ( Canadà)                                                                                          |                                                           |
| 162  | Gotland                      | 3.027      | Suècia | Illa més gran de Suècia                                   |
| 163  | Fiònia                       | 3.012      | Dinamarca (meridional)                                                                                     |                                                           |
| 164  | Choiseul                     | 2.971      | Salomó |                                                           |
| 165  | Revillagigedo                | 2.965      | Alaska ( Estats Units)                                                                                     |                                                           |
| 166  | Taliabu                      | 2.913      | Indonèsia (Maluku nord)                                                                                    |                                                           |
| 167  | Muna                         | 2.889      | Indonèsia (Sulawesi sud-est)                                                                               |                                                           |
| 168  | Zemlya Georga                | 2.821      | Rússia (oblast d'Arkhangelsk)                                                                              |                                                           |
| 169  | Kupreanof                    | 2.813      | Alaska ( Estats Units)                                                                                     |                                                           |
| 170  | Borden                       | 2.795      | Territoris del Nord-oest i Nunavut ( Canadà)                                                               |                                                           |
| 171  | Manitoulin                   | 2.766      | Ontario ( Canadà)                                                                                          | Illa més gran del món dins un llac d'aigua dolça          |
| 172  | Unalaska                     | 2.722      | Alaska ( Estats Units)                                                                                     |                                                           |
| 173  | Saaremaa                     | 2.672      | Estònia | Illa més gran d'Estònia                                   |
| 174  | Moresby                      | 2.608      | Colúmbia Britànica ( Canadà)                                                                               |                                                           |
| 175  | James Ross                   | 2.598      | Antàrtida                                                                                                  |                                                           |
| 176  | Obira                        | 2.542      | Indonèsia (Maluku nord)                                                                                    |                                                           |
| 177  | Reunió                       | 2.535      | Reunió, regió d'ultramar de França                                                                         |                                                           |

## Illes amb més de 1.000 km²
Aquesta llista és només una mostra
| Illa                   | Àrea (km²) | Estats o territoris                           | Destacat                                                                                            |
| ---------------------- | ---------- | --------------------------------------------- | --------------------------------------------------------------------------------------------------- |
| Navarino               | 2.473      | Xile (regió Magallanes i Antàrtica)           | |
| Paramushir             | 2.471      | Rússia (oblast de Sakhalin)                   | |
| Ross                   | 2.460      | Antàrtida                                     | |
| Ymer                   | 2.437      | Groenlàndia, territori autònom de Dinamarca   | |
| Anvers                 | 2.432      | Antàrtida                                     | |
| Karaginsky             | 2.404      | Rússia (krai de Kamchatka)                    | |
| Cornwall               | 2.358      | Nunavut ( Canadà)                             | |
| Peleng                 | 2.346      | Indonèsia (Sulawesi central)                  | |
| Groote Eylandt         | 2.285      | Austràlia (Territori Septentrional)           | |
| Yapen                  | 2.278      | Indonèsia (Papua)                             | |
| Morotai                | 2.266      | Indonèsia (Maluku nord)                       | |
| Princessa Reial        | 2.251      | Colúmbia Britànica ( Canadà)                  | |
| La Juventud            | 2.237      | Cuba                                          | |
| Tera de Wilczek        | 2.203      | Rússia (oblast d'Arkhangelsk)                 | |
| Hinnøya                | 2.198      | Noruega (Terra del nord i Troms)              | |
| Nelson                 | 2.183      | Alaska ( Estats Units)                        | |
| Lewis i Harris         | 2.179      | Escòcia ( Regne Unit)                         | |
| Richards               | 2.165      | Territoris del Nord-oest ( Canadà)            | |
| Trangan                | 2.149      | Indonèsia (Maluku)                            | |
| Alor                   | 2.120      | Indonèsia (Nusa Tenggara est)                 | |
| Tenerife               | 2.034      | Canàries ( Espanya)                           | |
| René-Levasseur         | 2.020      | Canadà                                        | Illa més gran formada per la construcció d'un pantà (à un cràter d'impacte format per un meteorit). |
| Bioko                  | 2.017      | Guinea Equatorial                             | |
| Maurici                | 1.836      | Maurici                                       | |
| Fuerteventura          | 1.660      | Canàries ( Espanya)                           | |
| Skye                   | 1.656      | Escòcia ( Regne Unit)                         | |
| Zanzibar (Unguja)      | 1.658      | Tanzània                                      | |
| Soisalo                | 1.635      | Finlàndia                                     | |
| Lesbos                 | 1.630      | Grècia                                        | |
| Oahu                   | 1.600      | Hawaii ( Estats Units)                        | |
| Senja                  | 1.586      | Noruega                                       | |
| Gran Canària           | 1.560      | Canàries ( Espanya)                           | |
| Great Inagua           | 1.544      | Bahames                                       | |
| Eglinton               | 1.541      | Territoris del Nord-oest ( Canadà)            | |
| Retea                  | 1.480      | Romania                                       | |
| Rodes                  | 1.398      | Grècia                                        | |
| Öland                  | 1.342      | Suècia                                        | |
| Barentzs (Barentsøya)  | 1.288      | Svalbard, arxipèlag dependent de Noruega      | |
| Lolland                | 1.243      | Dinamarca                                     | |
| illa d'Okinawa         | 1.206      | Japó                                          | |
| Byam Martin            | 1.150      | Nunavut ( Canadà)                             | |
| Martinica              | 1.101      | Martinica, regió d'ultramar de França         | |
| Margarita              | 1.072      | Veneçuela                                     | |
| Tahití                 | 1.042      | Polinèsia Francesa, país d'ultramar de França | |
| Åland (illa principal) | 1.010      | Åland, regió autònoma de Finlàndia            | |

## Altres illes
Aquesta llista és només una mostra
| Illa                                               | Àrea (km²) | Estats o territoris                                                                                              | Destacat                                                  |
| -------------------------------------------------- | ---------- | --- | --------------------------------------------------------- |
| Hiiumaa                                            | 989        | Estònia |                                                           |
| Flevopolder                                        | 970        | Països Baixos | Creada artificialment (pòlder)                            |
| Illa Gran (Mainland) de les Shetland               | 969        | Escòcia ( Regne Unit)                                                                                            |                                                           |
| Meighen                                            | 955        | Nunavut ( Canadà)                                                                                                |                                                           |
| Rügen                                              | 926        | Alemanya |                                                           |
| Mull                                               | 875        | Escòcia ( Regne Unit)                                                                                            |                                                           |
| Basse-Terre                                        | 847        | Guadeloupe, regió d'ultramar de França                                                                           |                                                           |
| Lanzarote                                          | 846        | Canàries ( Espanya)                                                                                              |                                                           |
| São Tomé                                           | 845        | São Tomé i Príncipe                                                                                              |                                                           |
| Quios                                              | 842        | Grècia |                                                           |
| Cefalònia                                          | 781        | Grècia |                                                           |
| São Miguel                                         | 754        | Açores ( Portugal)                                                                                               |                                                           |
| Dominica                                           | 749        | Dominica |                                                           |
| Madeira                                            | 741        | Arxipèlag de Madeira ( Portugal)                                                                                 |                                                           |
| Anglesey                                           | 714        | Gal·les ( Regne Unit)                                                                                            |                                                           |
| La Palma                                           | 706        | Canàries ( Espanya)                                                                                              |                                                           |
| Gonâve                                             | 700        | Haití |                                                           |
| Pulau Ujong (Singapur)                             | 697        | Singapur |                                                           |
| Menorca                                            | 694        | Illes Balears |                                                           |
| Samosir                                            | 630        | Indonèsia | Illa més gran del món dins d'una altra illa, Sumatra      |
| Saint Lucia                                        | 622        | Saint Lucia |                                                           |
| Islay                                              | 620        | Escòcia ( Regne Unit)                                                                                            |                                                           |
| Corfú                                              | 592        | Grècia |                                                           |
| Grande-Terre                                       | 591        | Guadeloupe, regió d'ultramar de França                                                                           |                                                           |
| Bahrain (illa principal)                           | 572        | Bahrain |                                                           |
| Man                                                | 572        | Man, dependència de la Corona Britànica                                                                          |                                                           |
| Eivissa                                            | 571        | Illes Balears |                                                           |
| Los Estados                                        | 541        | Argentina |                                                           |
| Guam                                               | 541        | Guam, territori dels Estats Units                                                                                |                                                           |
| Illa Gran (Mainland) de les Òrcades                | 523        | Escòcia ( Regne Unit)                                                                                            |                                                           |
| Gerba                                              | 510        | Tunísia |                                                           |
| Mont-real                                          | 499        | Quebec ( Canadà)                                                                                                 |                                                           |
| Samos                                              | 476        | Grècia |                                                           |
| Lemnos                                             | 476        | Grècia |                                                           |
| Curaçao                                            | 444        | Curaçao, país constituent del Regne dels Països Baixos                                                           |                                                           |
| Pico                                               | 433        | Açores ( Portugal)                                                                                               |                                                           |
| Arran                                              | 432        | Escòcia ( Regne Unit)                                                                                            |                                                           |
| Barbados                                           | 430        | Barbados |                                                           |
| Naxos                                              | 428        | Grècia |                                                           |
| illa de Zacint                                     | 406        | Grècia |                                                           |
| Cres                                               | 405        | Croàcia |                                                           |
| Krk                                                | 405        | Croàcia |                                                           |
| Terceira                                           | 396        | Açores ( Portugal)                                                                                               |                                                           |
| Wight                                              | 381        | Anglaterra ( Regne Unit)                                                                                         |                                                           |
| Jan Mayen                                          | 380        | Noruega |                                                           |
| Andros                                             | 380        | Grècia |                                                           |
| Tassos                                             | 378        | Grècia |                                                           |
| Streymoy                                           | 374        | Illes Fèroe, regió autònoma de Dinamarca                                                                         |                                                           |
| La Gomera                                          | 369        | Canàries ( Espanya)                                                                                              |                                                           |
| Jura                                               | 367        | Escòcia ( Regne Unit)                                                                                            |                                                           |
| Mayotte                                            | 355        | Mayotte, col·lectivitat departamental de França                                                                  |                                                           |
| Saint Vincent                                      | 345        | Saint Vincent i les Grenadines                                                                                   |                                                           |
| Pohnpei                                            | 334        | Estats Federats de Micronèsia                                                                                    |                                                           |
| South Uist                                         | 320        | Escòcia ( Regne Unit)                                                                                            |                                                           |
| Grenada                                            | 311        | Grenada |                                                           |
| Lèucada                                            | 303        | Grècia |                                                           |
| North Uist                                         | 303        | Escòcia ( Regne Unit)                                                                                            |                                                           |
| Kàrpathos                                          | 301        | Grècia |                                                           |
| Tobago                                             | 300        | Trinitat i Tobago                                                                                                |                                                           |
| Cos                                                | 290        | Grècia |                                                           |
| Imbros                                             | 289        | Turquia |                                                           |
| Eysturoy                                           | 286        | Illes Fèroe, regió autònoma de Dinamarca                                                                         |                                                           |
| Bonaire                                            | 283        | Municipalitat especial del Regne dels Països Baixos                                                              |                                                           |
| Antigua                                            | 280        | Antigua i Barbuda                                                                                                |                                                           |
| El Hierro                                          | 278        | Canàries ( Espanya)                                                                                              |                                                           |
| Citera (Kíthira)                                   | 278        | Grècia |                                                           |
| Icària                                             | 255        | Grècia |                                                           |
| Malta                                              | 246        | Malta |                                                           |
| Elba                                               | 224        | Toscana ( Itàlia)                                                                                                |                                                           |
| Miquelon                                           | 215        | Saint-Pierre i Miquelon, col·lectivitat territorial de França                                                    |                                                           |
| Saint Croix                                        | 212        | Illes Verges Nord-americanes, territori dels Estats Units                                                        |                                                           |
| Yell                                               | 212        | Escòcia ( Regne Unit)                                                                                            |                                                           |
| Skiros                                             | 209        | Grècia |                                                           |
| Muhu                                               | 206        | Estònia |                                                           |
| Grand Cayman                                       | 197        | Illes Caiman, territori d'ultramar del Regne Unit                                                                |                                                           |
| Tinos                                              | 195        | Grècia |                                                           |
| Paros                                              | 194        | Grècia |                                                           |
| Aruba                                              | 193        | Aruba, país constituent del Regne dels Països Baixos                                                             |                                                           |
| Fehmarn                                            | 185        | Alemanya |                                                           |
| Samotràcia                                         | 178        | Grècia |                                                           |
| Vágar                                              | 176        | Illes Fèroe, regió autònoma de Dinamarca                                                                         |                                                           |
| Saint Kitts                                        | 168        | Saint Kitts i Nevis                                                                                              |                                                           |
| Pasqua (Rapa Nui)                                  | 164        | Xile |                                                           |
| Suðuroy                                            | 163        | Illes Fèroe, regió autònoma de Dinamarca                                                                         |                                                           |
| San Salvador (Guanahaní)                           | 162        | Bahames |                                                           |
| Barbuda                                            | 161        | Antigua i Barbuda                                                                                                |                                                           |
| Staten Island                                      | 153        | Estat de Nova York ( Estats Units)                                                                               |                                                           |
| Melos (Milos)                                      | 151        | Grècia |                                                           |
| Príncipe                                           | 136        | São Tomé i Príncipe                                                                                              |                                                           |
| Christmas                                          | 135        | Illa Christmas, territori d' Austràlia                                                                           |                                                           |
| Kea                                                | 131        | Grècia |                                                           |
| Sandoy                                             | 125        | Illes Fèroe, regió autònoma de Dinamarca                                                                         |                                                           |
| Montserrat                                         | 124        | Montserrat, territori d'ultramar del Regne Unit                                                                  |                                                           |
| Santa Helena                                       | 122        | Santa Helena, territori d'ultramar del Regne Unit                                                                |                                                           |
| Amorgós                                            | 121        | Grècia |                                                           |
| Màrmara                                            | 117        | Turquia |                                                           |
| illa de Jersey                                     | 116        | illa de Jersey, dependència de la Corona Britànica                                                               |                                                           |
| Kàlimnos                                           | 111        | Grècia |                                                           |
| Íos                                                | 108        | Grècia |                                                           |
| Sant'Antioco                                       | 108        | Sardenya ( Itàlia)                                                                                               |                                                           |
| Anguilla                                           | 102        | Anguilla, territori d'ultramar del Regne Unit                                                                    |                                                           |
| Kithnos                                            | 99         | Grècia |                                                           |
| Sant Martí                                         | 98         | Sint Maarten (país constituent del Regne dels Països Baixos) i Saint-Martin, col·lectivitat d'ultramar de França |                                                           |
| Astipàlea                                          | 97         | Grècia |                                                           |
| Borðoy                                             | 95         | Illes Fèroe, regió autònoma de Dinamarca                                                                         |                                                           |
| Salamina                                           | 95         | Grècia |                                                           |
| Skópelos                                           | 94         | Grècia |                                                           |
| Sheppey                                            | 94         | Anglaterra ( Regne Unit)                                                                                         |                                                           |
| Ítaca                                              | 93         | Grècia |                                                           |
| Vormsi                                             | 92         | Estònia |                                                           |
| Nevis                                              | 92         | Nevis, part de Saint Kitts i Nevis                                                                               |                                                           |
| Míkonos                                            | 86         | Grècia |                                                           |
| Egina                                              | 84         | Grècia |                                                           |
| Siros                                              | 84         | Grècia |                                                           |
| Santorí (Thira)                                    | 83         | Grècia |                                                           |
| Pantel·leria                                       | 83         | Sicília ( Itàlia)                                                                                                |                                                           |
| Hong Kong                                          | 80,4       | Hong Kong ( República Popular de la Xina)                                                                        |                                                           |
| Sèrifos                                            | 73         | Grècia |                                                           |
| Sifnos                                             | 73         | Grècia |                                                           |
| Saint Thomas                                       | 69,7       | Illes Verges Nord-americanes, territori dels Estats Units                                                        |                                                           |
| Formentera                                         | 69         | Illes Balears |                                                           |
| Leros                                              | 68         | Grècia |                                                           |
| Gozo                                               | 67         | Malta |                                                           |
| Kasos                                              | 66         | Grècia |                                                           |
| Alónnissos                                         | 64         | Grècia |                                                           |
| Tilos                                              | 63         | Grècia |                                                           |
| Manhattan                                          | 60         | Estat de Nova York ( Estats Units)                                                                               |                                                           |
| Simi                                               | 54         | Grècia |                                                           |
| Bermuda (illa principal)                           | 53         | Bermudes, territori d'ultramar del Regne Unit                                                                    |                                                           |
| Hidra                                              | 51         | Grècia |                                                           |
| Escíatos                                           | 48         | Grècia |                                                           |
| Ischia                                             | 46         | Campània ( Itàlia)                                                                                               |                                                           |
| Psarà                                              | 45         | Grècia |                                                           |
| Àgios Efstràtios                                   | 43         | Grècia |                                                           |
| Nísiros                                            | 43         | Grècia |                                                           |
| Bozcaada                                           | 42         | Turquia |                                                           |
| Síkinos                                            | 41         | Grècia |                                                           |
| Viðoy                                              | 40,4       | Illes Fèroe, regió autònoma de Dinamarca                                                                         |                                                           |
| Anafi                                              | 38         | Grècia |                                                           |
| Kímolos                                            | 36         | Grècia |                                                           |
| Kunoy                                              | 35,1       | Illes Fèroe, regió autònoma de Dinamarca                                                                         |                                                           |
| Andíparos                                          | 35         | Grècia |                                                           |
| Norfolk                                            | 34,6       | Illa Norfolk, territori d' Austràlia                                                                             |                                                           |
| Patmos                                             | 34         | Grècia |                                                           |
| Folégandros                                        | 32         | Grècia |                                                           |
| Furni                                              | 31         | Grècia |                                                           |
| Kalsoy                                             | 30,4       | Illes Fèroe, regió autònoma de Dinamarca                                                                         |                                                           |
| Tromøy                                             | 29         | Noruega |                                                           |
| La Graciosa                                        | 29         | Canàries ( Espanya)                                                                                              |                                                           |
| Khalki                                             | 28         | Grècia |                                                           |
| Svínoy                                             | 27,1       | Illes Fèroe, regió autònoma de Dinamarca                                                                         |                                                           |
| Hayling                                            | 27         | Anglaterra ( Regne Unit)                                                                                         |                                                           |
| Foulness                                           | 26         | Anglaterra ( Regne Unit)                                                                                         |                                                           |
| Saint-Pierre                                       | 25         | Saint-Pierre i Miquelon, col·lectivitat territorial de França                                                    |                                                           |
| Kirà Panagià                                       | 25         | Grècia |                                                           |
| Portsea                                            | 24         | Anglaterra ( Regne Unit)                                                                                         |                                                           |
| Giglio                                             | 23,8       | Toscana ( Itàlia)                                                                                                |                                                           |
| Spetses                                            | 22         | Grècia |                                                           |
| Nauru                                              | 21         | Nauru |                                                           |
| Poros                                              | 21         | Grècia |                                                           |
| Saria                                              | 21         | Grècia |                                                           |
| Saint-Barthélemy (Antilles)                        | 21         | col·lectivitat d'ultramar de França                                                                              |                                                           |
| Sint Eustatius (Statia)                            | 21         | Municipalitat especial del Regne dels Països Baixos                                                              |                                                           |
| Anticitera (Antikíthira)                           | 20         | Grècia |                                                           |
| Paxí                                               | 20         | Grècia |                                                           |
| Iràklia                                            | 18         | Grècia |                                                           |
| Makrónisos                                         | 18         | Grècia |                                                           |
| Giaros                                             | 17         | Grècia |                                                           |
| Políegos                                           | 17         | Grècia |                                                           |
| Kihnu                                              | 16,4       | Estònia |                                                           |
| Barro Colorado                                     | 15,6       | Panamà | Illa creada per la construcció d'una presa                |
| Keros                                              | 15         | Grècia |                                                           |
| Psérimos                                           | 15         | Grècia |                                                           |
| Agathonisi                                         | 14         | Grècia |                                                           |
| Inousses (Egnoussa)                                | 14         | Grècia |                                                           |
| Peristera                                          | 14         | Grècia |                                                           |
| Rínia                                              | 14         | Grècia |                                                           |
| Donusa                                             | 13         | Grècia |                                                           |
| Heimaey                                            | 13         | Islàndia |                                                           |
| Lipsí                                              | 13         | Grècia |                                                           |
| Saba                                               | 13         | Municipalitat especial del Regne dels Països Baixos                                                              |                                                           |
| Chek Lap Kok (Aeroport Internacional de Hong Kong) | 12,5       | Hong Kong ( R.P. de la Xina)                                                                                     | Illa parcialment artificial                               |
| Ruhnu                                              | 11,9       | Estònia |                                                           |
| Cabrera                                            | 11,5       | Illes Balears |                                                           |
| Fugloy                                             | 11         | Illes Fèroe, regió autònoma de Dinamarca                                                                         |                                                           |
| Gioura                                             | 11         | Grècia |                                                           |
| Aeroport Internacional de Kansai                   | 10,5       | Japó | Illa artificial                                           |
| Nólsoy                                             | 10,3       | Illes Fèroe, regió autònoma de Dinamarca                                                                         |                                                           |
| Alegranza                                          | 10,3       | Canàries ( Espanya)                                                                                              |                                                           |
| Mykines                                            | 10         | Illes Fèroe, regió autònoma de Dinamarca                                                                         |                                                           |
| Othoní                                             | 10         | Grècia |                                                           |
| Thímena                                            | 10         | Grècia |                                                           |
| Jurong                                             | 9,9        | Singapur | Illa creada artificialment a partir de set illes naturals |
| Kastelórizo                                        | 9          | Grècia |                                                           |
| Palmera Jebel Ali                                  | 8,4        | Dubai, emirat dels Emirats Àrabs Units                                                                           | Illa artificial                                           |
| Arousa                                             | 6,3        | Galícia ( Espanya)                                                                                               |                                                           |
| Rokkō                                              | 5,8        | Japó | Illa artificial                                           |
| Palmera Jumeirah                                   | 5,6        | Dubai, emirat dels Emirats Àrabs Units                                                                           | Illa artificial                                           |
| Cíes                                               | 4,3        | Galícia ( Espanya)                                                                                               |                                                           |
| Al Lulu                                            | 4,2        | Abu Dhabi, emirat dels Emirats Àrabs Units                                                                       | Illa artificial                                           |
| Ons                                                | 4,1        | Galícia ( Espanya)                                                                                               |                                                           |
| Delos                                              | 3,4        | Grècia |                                                           |
| sa Dragonera                                       | 2,5        | Illes Balears |                                                           |
| Hulhumalé                                          | 2,0        | Maldives | Illa artificial                                           |
| Sálvora                                            | 1,9        | Galícia ( Espanya)                                                                                               |                                                           |
| s'Espalmador                                       | 1,4        | Illes Balears |                                                           |
| Peberholm                                          | 1,3        | Dinamarca | Illa artificial                                           |
| Illa d'en Colom                                    | 1,4        | Illes Balears |                                                           |
| Illa de Buda                                       | 1,2        | Catalunya |                                                           |
| A Toxa                                             | 1,1        | Galícia ( Espanya)                                                                                               |                                                           |
| Isla Mayor                                         | 0,94       | Regió de Múrcia ( Espanya)                                                                                       |                                                           |
| Nova Tabarca                                       | 0,40       | País Valencià |                                                           |
| Illa de l'Aire                                     | 0,34       | Illes Balears |                                                           |

## Altres llistes d'illes
- Llista d'illes per població
- Llista d'illes de la mar Mediterrània
- Llista d'illes del Japó